# ZNF32
ZNF32 (англ. Zinc finger protein 32) – білок, який кодується однойменним геном, розташованим у людей на 10-й хромосомі. Довжина поліпептидного ланцюга білка становить 273 амінокислот, а молекулярна маса — 31 029.
| 10         |  | 20         |  | 30         |  | 40         |  | 50         |
| ---------- |  | ---------- |  | ---------- |  | ---------- |  | ---------- |
| MFGFPTATLL |  | DCHGRYAQNV |  | AFFNVMTEAH |  | HKYDHSEATG |  | SSSWDIQNSF |
| RREKLEQKSP |  | DSKTLQEDSP |  | GVRQRVYECQ |  | ECGKSFRQKG |  | SLTLHERIHT |
| GQKPFECTHC |  | GKSFRAKGNL |  | VTHQRIHTGE |  | KPYQCKECGK |  | SFSQRGSLAV |
| HERLHTGQKP |  | YECAICQRSF |  | RNQSNLAVHR |  | RVHSGEKPYR |  | CDQCGKAFSQ |
| KGSLIVHIRV |  | HTGLKPYACT |  | QCRKSFHTRG |  | NCILHGKIHT |  | GETPYLCGQC |
| GKSFTQRGSL |  | AVHQRSCSQR |  | LTL        |  |            |  |            |

A: Аланін

C: Цистеїн

D: Аспарагінова кислота

E: Глутамінова кислота

F: Фенілаланін

G: Гліцин

H: Гістидин

I: Ізолейцин

K: Лізин

L: Лейцин

M: Метіонін

N: Аспарагін

P: Пролін

Q: Глутамін

R: Аргінін

S: Серин

T: Треонін

V: Валін

W: Триптофан

Задіяний у таких біологічних процесах, як транскрипція, регуляція транскрипції. 
Білок має сайт для зв'язування з іонами металів, іоном цинку, ДНК. 
Локалізований у ядрі.